# Ievhen Khatcheridi
Ievhen Hryhorovytch Khatcheridi (en ukrainien : Євген Григорович Хачеріді), né le 28 juillet 1987 à Melitopol en Ukraine, est un footballeur international ukrainien. Il évolue au poste de défenseur central.

## Biographie

### En club
Khatcheridi commença sa carrière pro en 2006 au Olkom Melitopol.
Il est ensuite recruté par le Volyn Lutsk, où ses performances ne passent pas inaperçues. Il est donc transféré au Dynamo Kiev en 2008, où il a une solide place de titulaire.
Libre de tout contrat, Ievhen Khatcheridi signe le 30 mai 2018 au PAOK Salonique, vice-champion de Grèce 2017-2018. Il y gagnera 1,5 million d'euros par saison.

### En sélection nationale
Il joue pour la première fois pour l'Ukraine dans un match contre l'Angleterre le 10 octobre 2009; l'Ukraine l'avait emporté 1 but à 0.

## Palmarès
- Dynamo Kiev
  - Vainqueur de la Supercoupe d'Ukraine en 2009 et 2011
  - Vainqueur du Championnat d'Ukraine en 2009
  - Vainqueur de la Coupe d'Ukraine en 2014